# Кураминский хребет

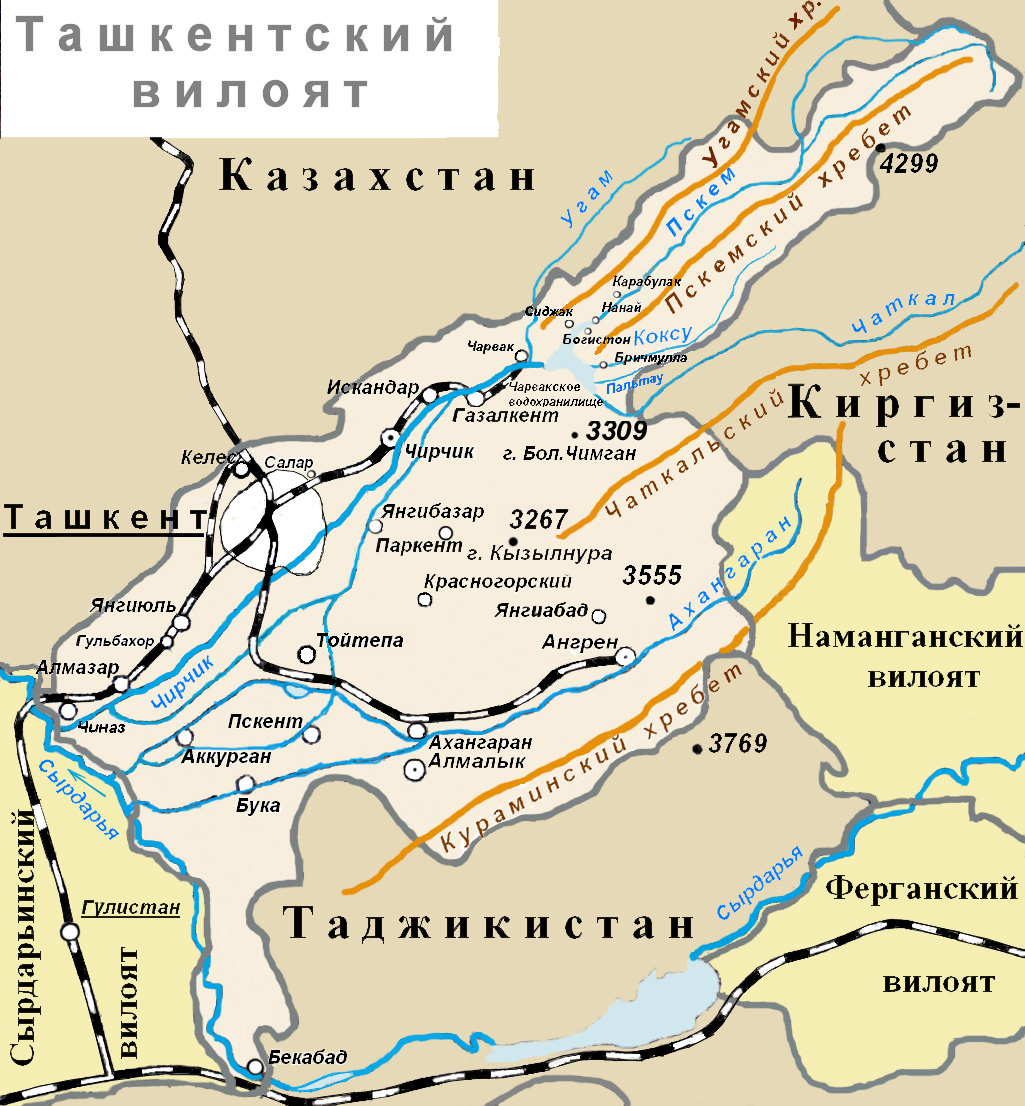
Кураминский хребет на схематической карте Ташкентской области

Курами́нский хребет (узб. Qurama tizmasi, Қурама тизмаси) — горный хребет в Западном Тянь-Шане, являющийся юго-западным отрогом Чаткальского хребта.

## Описание
Кураминский хребет ограничивает с северо-запада Ферганскую долину и находится на границе Узбекистана и Таджикистана. Северо-западные склоны Кураминского хребта находятся на территории Ташкентской области Узбекистан. Он имеет длину около 170 км и высоту отдельных вершин до 3769 метров (гора Бобоиоб.
Преобладает среднегорный рельеф. На высоте 2300 метров имеются хвойно-широколиственные леса, арчовые редколесья, на северных склонах грецкий орех, альпийские луга и типчаковые степи, а ниже по склонам — степи и ксерофильные кустарники.
Хребет является водоразделом бассейна рек Ангрена и Сырдарьи.
В юго-западной части Кураминского хребта имеются месторождения меди (Карамазорское) и флюорита (Наугарзанское).